# Robert Valentine (Schiedsrichter)
Robert Bonar Valentine (* 10. Mai 1939 in Dundee) ist ein ehemaliger schottischer Fußballschiedsrichter.
Valentine leitete diverse wichtige Partien bei Großereignissen. Bei der Fußball-Weltmeisterschaft 1982 in Spanien leitete er das Spiel zwischen Österreich und Deutschland, das als Nichtangriffspakt von Gijón in die Fußballgeschichte einging. Weiterhin durfte er das Spiel der zweiten Gruppenphase zwischen Polen und Sowjetunion in Barcelona pfeifen. Beim Halbfinale zwischen Frankreich und Deutschland war er Linienrichter. Bei der Fußball-Europameisterschaft 1984 leitete er das Spiel der Franzosen gegen Belgien in der Gruppenphase. 1988 bei der Fußball-Europameisterschaft 1988 in Deutschland pfiff er das Spiel aus der Gruppenphase zwischen Deutschland und Dänemark. 
Nach seiner Karriere als Schiedsrichter wurde er Schiedsrichterkontrolleur beim schottischen Verband und war Schriftsetzer.
| Personendaten    | Personendaten                                |
| ---------------- | -------------------------------------------- |
| NAME             | Valentine, Robert                            |
| ALTERNATIVNAMEN  | Valentine, Robert Bonar (vollständiger Name) |
| KURZBESCHREIBUNG | schottischer Fußballschiedsrichter           |
| GEBURTSDATUM     | 10. Mai 1939                                 |
| GEBURTSORT       | Dundee, Schottland                           |